# 安泰尼亚泰
安泰尼亚泰（義大利語：Antegnate），是意大利贝加莫省的一个市镇。总面积9.6平方公里，人口3085人，人口密度321.4人/平方公里（2009年）。国家统计（ISTAT）代码为016010。